# 千田正穂
千田 正穂（せんだ まさほ、1949年〈昭和24年〉1月1日 - ）は、男性フリーアナウンサー。元NHKアナウンサー。

## 来歴・人物
東京都文京区出身。血液型B型。東京都立向丘高等学校、明治大学経営学部卒業。
1972年、アナウンサーとしてNHKに入局、新潟局→静岡局（1977年8月～）を経て東京へ。NHK紅白歌合戦の総合司会、音楽やバラエティー番組を中心に担当。
1989年、ホリプロ所属のフリーアナウンサーに転身並びにテレビ朝日と専属契約を結び、同年10月から同局の「600ステーション」のキャスターを担当した。

## 主な出演

### テレビ
NHK時代
- ふるさと競演
- 勝ち抜き歌謡天国（1984年4月7日 - 1985年10月5日）
- NHK歌謡ホール（1985年9月3日 - 1986年3月18日）
- 第36回NHK紅白歌合戦（1985年12月31日） - 総合司会
- NHK歌謡ステージ（1986年4月8日 - 1988年3月15日）
- 第37回NHK紅白歌合戦（1986年12月31日） - 白組司会
- サイエンスQ（1988年4月6日 - 1989年3月7日）
- 世界のマジックショー
- ひるのプレゼント

フリーアナウンサー時代
| 期間       | 期間      | 番組名                             | 役職             |
| ---------- | --------- | ---------------------------------- | ---------------- |
| 1989年10月 | 1991年3月 | 600ステーション（テレビ朝日）      | メインキャスター |
| 1989年10月 | 1991年3月 | こだわりTV PRE☆STAGE（テレビ朝日） | レギュラー出演   |
| 1992年10月 | 2020年5月 | ぶらり途中下車の旅（日本テレビ）   | 不定期出演       |

### ラジオ
- FMリクエストアワー(NHK新潟放送局、NHK静岡放送局)
- 千田正穂のおはよう! 朝一番（文化放送、1992年10月 - 1994年4月）
- 千田総合研究所（TBSラジオ、2002年4月 - 2003年3月）
- 千田正穂のお宝話・発掘し隊!（栃木放送、不明 - 2012年4月）
- 千田正穂の笑顔の真ん中に!（bayfm、2004年10月 - 2014年9月）
- 千田正穂のありがとう!（文化放送、2006年4月 - 2015年3月）